# Кастане (Тарн)
Кастане (фр. Castanet) насеље је и општина у јужној Француској у региону Миди Пирене, у департману Тарн која припада префектури Алби.
По подацима из 2011. године у општини је живело 191 становника, а густина насељености је износила 26,49 становника/km². Општина се простире на површини од 7,21 km². Налази се на средњој надморској висини од 270 метара (максималној 302 m, а минималној 188 m).

## Демографија
| 1962. | 1968. | 1975. | 1982. | 1990. | 1999. | 2011. |
| ----- | ----- | ----- | ----- | ----- | ----- | ----- |
| 170   | 171   | 146   | 147   | 193   | 198   | 191   |

График промене броја становника у току последњих година